# Macaria (figlia di Eracle)
Nella mitologia greca, Macaria o Makaria (in greco antico: Μακαρία) è una figlia di Eracle e Deianira, menzionata ne Gli Eraclidi, tragedia di Euripide. 

## Mitologia
Dopo la morte dell'eroe, il re Euristeo continua a covare e perseguire il suo desiderio di vendetta e vuole così uccidere i figli di Eracle. Macaria fugge ad Atene, insieme ai suoi fratelli e a Iolao, un vecchio amico del padre; vengono tutti accolti dal re Demofone. Arrivato alle porte di Atene con il suo esercito, Euristeo dà un ultimatum a Demofone, minacciandolo di muovere guerra contro la città di Atene se egli non consegnerà i figli di Eracle. Demofone si rifiuta e si prepara quindi alla guerra, ma un oracolo predice che gli Ateniesi vinceranno soltanto se una nobile fanciulla verrà sacrificata alla dea Persefone. Sentendo ciò, Macaria capisce immediatamente qual è il suo destino: morire per mano di Euristeo o sacrificarsi e determinare la vittoria di Atene e la salvezza dei suoi fratelli. Dato che in nessun caso, comunque, potrebbe vivere una vita serena e felice, sceglie la seconda via e si offre come vittima per salvare la città, che ha accolto lei e i suoi fratelli, e i suoi abitanti, rifiutando così l'estrazione casuale del sacrificio, che avrebbe messo in pericolo altre ragazze. Gli ateniesi le furono grati e la onorarono con sontuosi riti funebri. 
Il mito ha un significato eziologico: la primavera in cui è morta la fanciulla è stata nominata Macarian in suo onore.